# 深圳公交B632路
深圳公交B632路，是深圳市宝安区一条公共汽车线路，由宝安后瑞总站往來罗田路西总站，由深圳市西部公共汽车有限公司营运。该路线已于2015年7月31日停止服务与B633路合并成M473路

## 线路简介
- 深圳公交B632路由深圳市西部公共汽车有限公司营运。
- 该线路走向由宝安后瑞总站往来罗田路西总站，全长15公里，全线拥有6台车，车型为宇通客车ZK6608DM和宇通客车ZK6720DF空调巴士，全程行驶时间为55分钟。
- 服务时间：6:30-22:30。
- 班次间隔：15-20分钟一班（平峰期）、10-15分钟一班（高峰期）

## 途经站点
- 去程：后瑞总站 - 达利花园 - 黄田派出所 - 后瑞 - 机场南 - 空港物流 - 空港油库 - 华胜实验学校 - 西乡奋达科技 - 华丰工业园 - 茂盛油站 - 联升购物广场 - 固戍红湾 - 华万工业区 - 银田工业区 - 盐田村委 - 华盛辉大厦 - 海湾中学 - 泰华阳光海 - 宝源新村 - 华忆科技 - 海滨新村 - 福中福 - 公交枢纽中心 - 君逸世家 - 宝安体育馆 - 宝安行政中心北 - 幸福海岸 - 罗田路西总站 (29站)

- 回程：罗田路西总站 - 幸福海岸 - 宝安行政中心北 - 宝安体育馆 - 君逸世家 - 公交枢纽中心 - 福中福 - 海滨新村 - 华忆科技 - 宝源新村 - 泰华阳光海 - 海湾中学 - 华盛辉大厦 - 盐田村委 - 银田工业区 - 华万工业区 - 固戍红湾 - 联升购物广场 - 茂盛油站 - 华丰工业园 - 西乡奋达科技 - 华胜实验学校 - 空港油库 - 空港物流 - 机场南 - 后瑞 - 黄田派出所 - 达利花园 - 后瑞总站 (29站)

## 历史
- 深圳公交B632路于2009年5月20日开通，为深圳“三层次公交线网”中的支线线，是宝安第一批以B字开头的新线，以西部公汽当时购买的4部宇通客车ZK6608DM运营B632路。当时B632路的走向是由宝安后瑞总站往来新城联检站（直走宝安大道）[1]
- 2011年6月15日，由于深圳地鐵1號綫的营运及西乡北部的初中学生要到海湾中学学习的原因，B632路总站由新城联检站至罗田路西总站。
- 2011年7月，由于B632路改线后客流不错，同时高峰期B632路距离长运力不足，西部公汽一分公司从M245路和M247路调取6部扬子客车YZL6701D1至B632路营运，B632路的运力增至10部车。
- 2012年1月，西部公汽一分公司从未知线路调取2部ZK6720DF，B632路运力增至12部车。
- 2012年2月6日，由于扬子客车YZL6701D1的报废，B632路运力减至6部车，班次由10-12分钟一班车变为15-20分钟一班车（平峰期情况）。
- 2015年7月31日，该路线已于当日停止服务与B633路合并成M473路。

## 资料来源
1. ↑  http://sz.focus.cn/news/2009-05-20/679780.html%5B%5D 深圳37条公交线将调整 宝安开通7条公交支线